# Durchbruchsvolumen
Das Durchbruchsvolumen (breakthrough volume, BTV) ist ein wichtiger Parameter bei adsorptiver Anreicherung von Gaskomponenten auf festen Adsorbern.

## Durchbruchsvolumen
Volumen eines Prüfgases, das durch das Sorptionsröhrchen geleitet werden kann, bevor die Konzentration des eluierten Gases 5 % der verwendeten Prüfgaskonzentration erreicht, ebenfalls z. B. in der SPE (Solid Phase Extraction) als Volumen des Eluenten, bevor er 1 % der Probenlösungskonzentration erreicht.